# Patkovina
Patkovina är ett samhälle i Bosnien och Hercegovina.   Det ligger i entiteten Republika Srpska, i den sydöstra delen av landet, 50 km sydost om huvudstaden Sarajevo. Patkovina ligger 757 meter över havet och antalet invånare är 331.
Terrängen runt Patkovina är kuperad. Närmaste större samhälle är Foča, 3,5 km söder om Patkovina. 
I omgivningarna runt Patkovina växer i huvudsak blandskog. Runt Patkovina är det ganska tätbefolkat, med 67 invånare per kvadratkilometer.